# Samnaungruppe

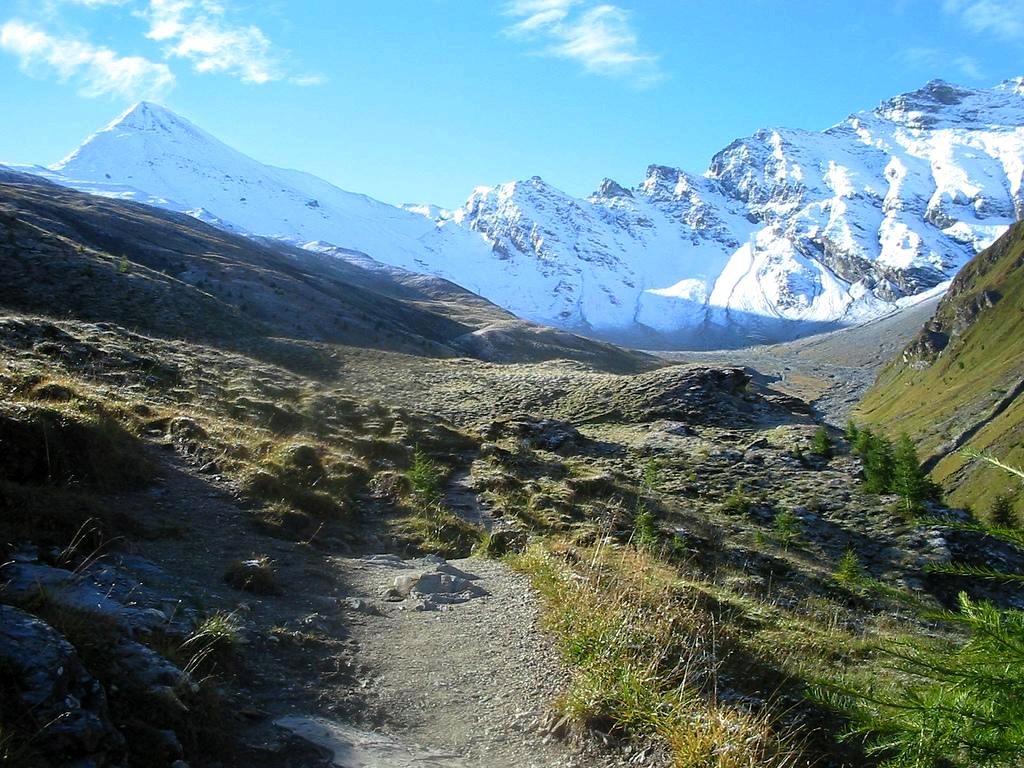
W dolinie Val Maisas (po lewej Muttler)

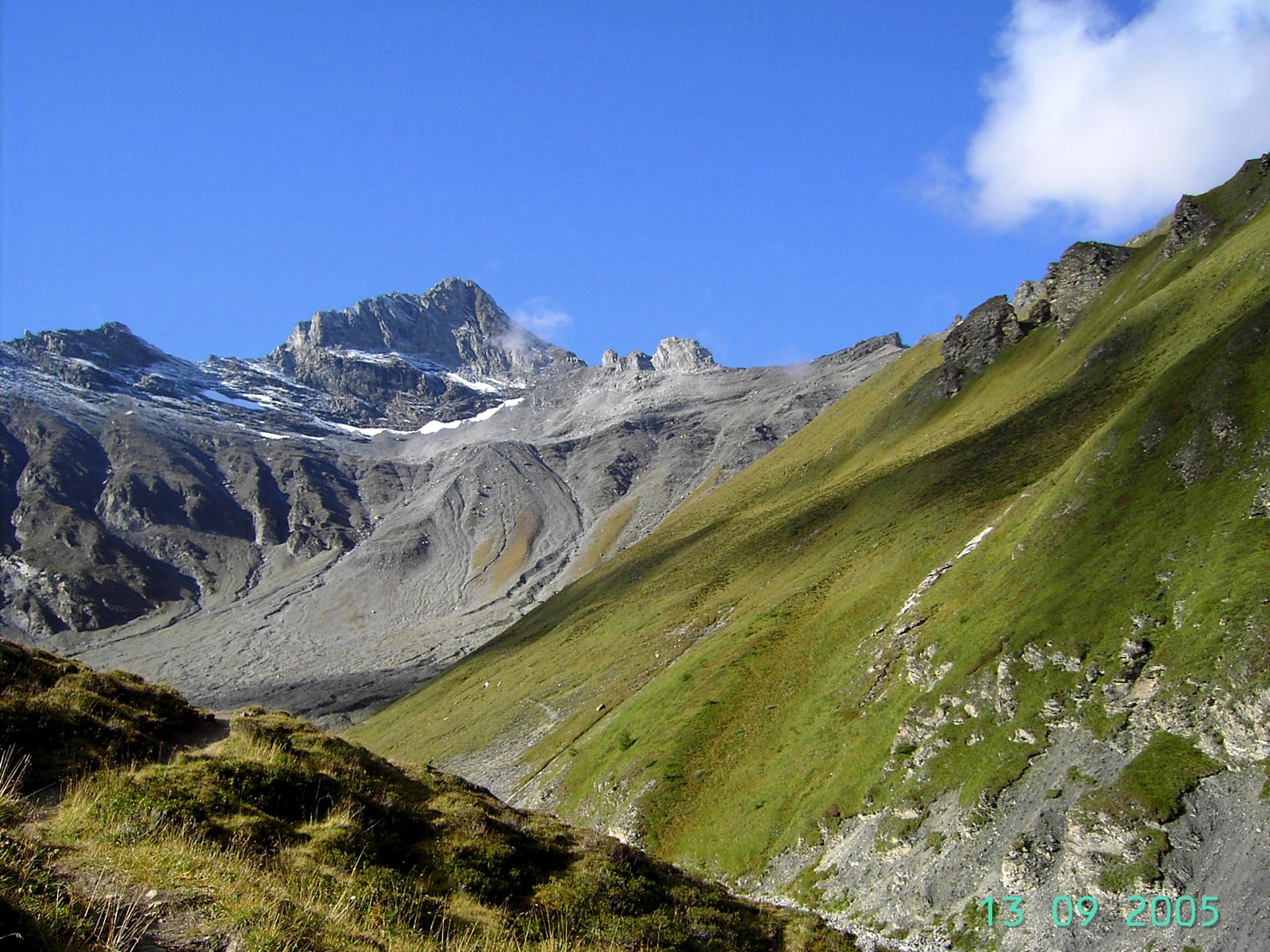
Stammerspitz (Piz Tschütta; 3254 m)

Samnaungruppe (także Samnaun) – grupa górska w Alpach Wschodnich, na pograniczu Austrii (w Tyrolu) i Szwajcarii (w Gryzonii). Nazwa łańcucha pochodzi od szwajcarskiej gminy Samnaun. 
Samnaun to niewielka grupa w sercu Alp. Sąsiaduje z Verwallgruppe na północnym zachodzie, Silvretta na południowym zachodzie, Sesvennagruppe na południu, z Alpami Ötztalskimi na wschodzie oraz z Alpami Lechtalskimi na północy.
Najważniejsze szczyty:
- Muttler (3293 m)
- Piz Tschütta (Stammerspitz; 3258 m)
- Piz Rots (3097 m)
- Vesulspitze (3092 m)
- Hexenkopf (3038 m)
- Bürkelkopf (3033 m)
- Gemspleiskopf (3017 m)
- Rothbleiskopf (2938 m)